# Jimeneziella decui
Jimeneziella decui is een hooiwagen uit de familie Minuidae.